# 齿舞群岛
齿舞群岛（日语：／ Habomai guntō */?）、哈伯迈群岛或赫巴马伊群岛（羅馬化：Khabomai）是南千岛群岛（北方四島）中的群岛，现为俄罗斯实际控制，日本声索主权。俄划属远东联邦管区萨哈林州管辖，日本則認為應屬於北海道根室市管轄。齿舞群岛是南千岛群岛中面積最小的一部，面积102平方（39平方英里）。群岛與北海道納沙布岬海角隔海相望，地質上是根室半島於海中延伸露出水面的部份。日本宣稱對包括該群島在內的南千島群島擁有主權，要求俄罗斯將南千島群島歸還給日本。

## 名称
群島名由来阿伊努語“ハ・アプ・オマ・イ（流冰退去的地方）”。1885年之前，齿舞诸岛属色丹群岛。也有“珸瑤瑁諸島”和“水晶諸島”的名称。
萨哈林州杜马1999年2月18日的决议指出，1998年的多项俄日协议中使用了“Хабомаи”这个名称，使俄罗斯媒体广泛使用这个名称。决议提请注意俄罗斯联邦地名部门间委员会的信函1997年10月1日 МВК N 2257 以及第1条的要求。 1997年12月18日《关于地理物体名称》 N 152-ФЗ 联邦法第8和11条。萨哈林州杜马要求俄罗斯官方文件和大众媒体不使用此类日本地名并提议适当修改1998年俄日协议。针对这种批评，俄罗斯外交部长伊戈尔·谢尔盖耶维奇·伊万诺夫解释说：“……在1956年10月19日苏联和日本联合声明中使用了“Хабомаи”这个名字，该声明已得到苏联最高苏维埃的批准，是有效的国际条约。国际条约优先于国内立法，‘Хабомаи’一词后来在俄日官方文件中多次使用”。2006年夏，Сахком 通讯社报道了网站使用“Хабомаи”名称而被罚款3,000卢布的事件。

## 地理

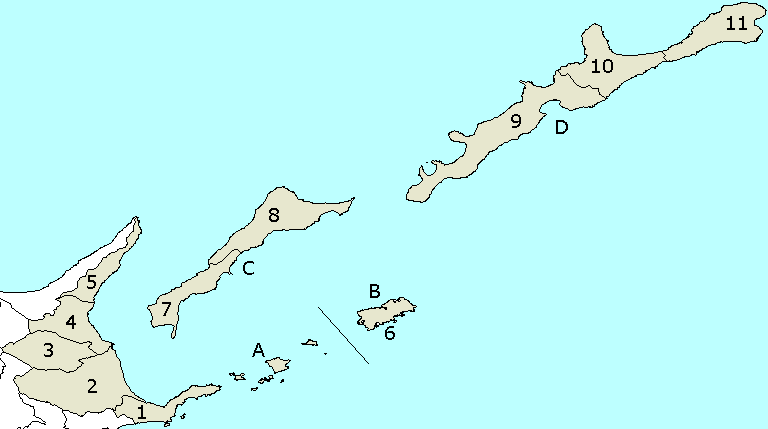
齒舞群岛於南千岛群岛中之相關位置，A為齿舞群岛

除了貝殼島、水晶島、秋勇留島、勇留島、志發島、多樂島和春苅島外為無人島。夏季的時候，志發島會有少數漁民居住。俄羅斯在各無人島配置少數的沿岸警察。
| 島名           | 日語                 | 俄語           | 島名源自阿伊努語                                     | 面積 km2 | 最高標高 m | 北緯 N | 東經 E  | 到納沙布岬距離 km |
| -------------- | -------------------- | -------------- | ---------------------------------------------------- | -------- | ---------- | ------ | ------- | ----------------- |
| 色丹岛         | しこたんとう         | 希科坦島       | 「シ・コタン（大村）」                               | 255      | 412.6      | 43°47' | 146°44' | 73.3              |
| 色丹水道       |                      |                |                                                      |          |            |        |         |                   |
| 海馬島         | かいばじま、とどじま | 奧斯科爾基島   | 「トド・モシリ（北海獅・島嶼）」                     | 1.5      | 38         | 43°34' | 146°24' |                   |
| 多樂島         | たらくとう           | 波隆斯科戈島   | 「トララ・ウク（皮繩・取）」                         | 11.69    | 25         | 43°37' | 146°19' | 45.5              |
| カブ岛         | かぶとう             | 海鷗岩         |                                                      |          |            |        |         |                   |
| カナクソ岩     | かなくそいわ         | 彼謝爾諾岩     |                                                      |          |            |        |         |                   |
| カブト島       | かぶととう           | 希什金島       |                                                      |          |            |        |         |                   |
| 多樂水道       |                      |                |                                                      |          |            |        |         |                   |
| 志發島         | しぼつとう           | 澤廖內島       | 「シペ・オッ（大麻哈魚・有一群）」                   | 58.3     | 45         | 43°29' | 146°09' | 25.5              |
| 志發水道       |                      |                |                                                      |          |            |        |         |                   |
| 春苅島         | はるかるとう<        | 焦明島         | 「ハル・カル・コタン（日本大百合的鱗莖・提取・村）」 | 2        | 34         | 43°25' | 146°10' |                   |
| 勇留島         | ゆりとう             | 尤里島         | 「ユウロ ウリル（鸕鶿）」                            | 10       |            | 43°25' | 146°04' | 16.6              |
| 勇留水道       |                      |                |                                                      |          |            |        |         |                   |
| 秋勇留島       | あきゆりとう         | 阿努欽島       | 「アキ・ユリ（弟・勇留→勇留島的弟）」                | 5        | 33         | 43°21' | 146°00' | 13.7              |
| 水晶島         | すいしょうとう       | 坦菲利耶夫島   | 「シ・ショウ（大・裸岩）」                           | 21       | 15         | 43°26' | 145°55' | 7.2               |
| 萌茂尻島       | もえもしりとう       | 斯托羅熱沃伊島 | 「モイ・モ・シリ（風平浪静・島嶼）」                 | 0.07     | 11.8       | 43°23' | 145°53' | 6.0               |
| オドケ島       | おどけとう           | 里福敏島       |                                                      | 0.001    | 3.6        | 43°23' | 145°52' |                   |
| 貝殼島         | かいがらじま         | 西格納爾內島   | 「カイ・カ・ラ・イ（海浪・上面・低・東西）」         |          |            | 43°23' | 145°51' | 3.7               |
| 珸瑤瑁水道     |                      |                |                                                      |          |            |        |         |                   |
| 北海道納沙布岬 |                      |                |                                                      |          |            |        |         |                   |

群岛属温和的海洋性气候。春季寒冷而漫长，夏天凉爽，秋季温暖、晴朗而干燥，冬季温和。每年超过10℃积温平均达到1,563℃。啮齿类动物的繁殖季节一直持续到11月[15]，气候相当适合兔。冬季多雪，大雾和强风使在冬季不能形成稳定的积雪，有利于饲养牲畜。一月平均气温为-5.2℃。最冷的月份一月和二月，气温也很少低于-6℃。历史记录低温-18℃。周围海域不结冰，在二月至四月的严冬期间，有来自鄂霍次克海的浮冰。夏天多雨，八月平均气温16.1℃，湿度较高，较舒适。历史上记录的最高温度28℃。多雨，年平均降水量约1,000（39英寸），低于色丹岛的1,240（49英寸）。

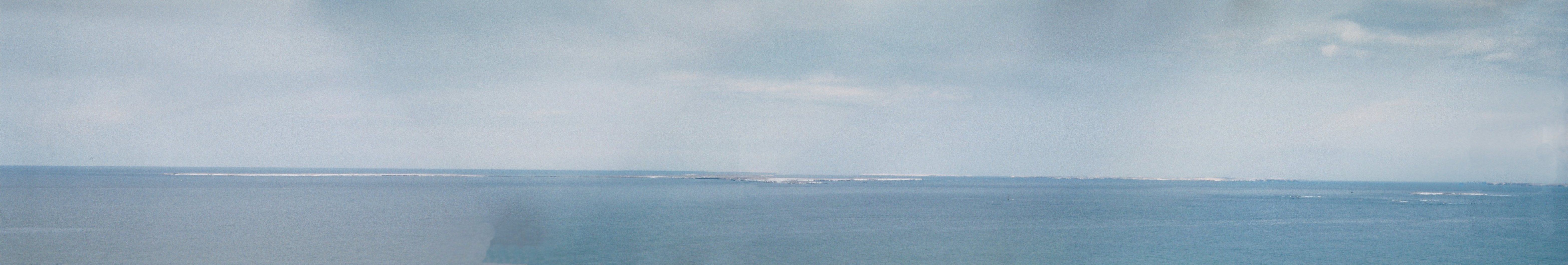
2005年3月26日 從納沙布岬・平和塔展望室面對水晶島、志發島、貝殼島、勇留島、秋勇留島等諸島之廣角攝影

## 历史
在18世纪末的江户时代即已有虾夷调查队绘制了比较正确的地图，并标注岩礁的名称，当时记录齿舞群岛是无人岛。1807年，幕府置东虾夷地在自己的管辖中，工人开始在色丹岛采昆布。1877年起岛上开始有常住人口，以采昆布、海苔和扇贝及捕鳕鱼为主要产业。在勇留岛、志发岛和多乐岛饲有约200匹马。明治时代群岛属珸瑤瑁村，被称为珸瑶瑁群岛。1915年，成立新的齿舞村。1945年，群岛总人口4,500人，其中95%是渔民。

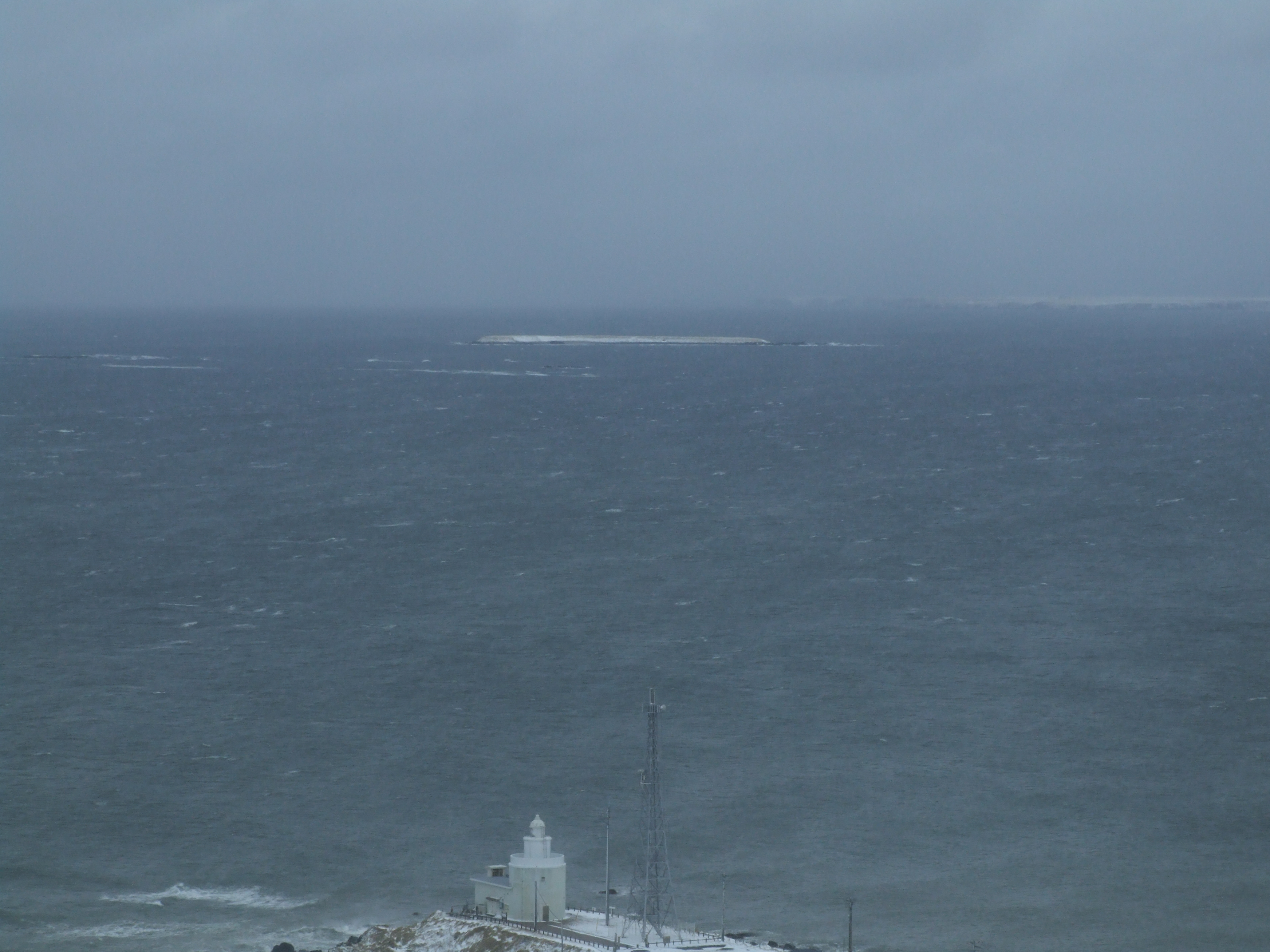

1945年9月2日，《一般命令第一号》命令驻岛日军向苏军投降。27日，公布麦克阿瑟线禁止日本渔民进入齿舞群岛地域，惟线处于纳沙布岬和水晶岛间，贝壳岛属线内。1946年1月29日，GHQ 发布 SCAPIN-677 停止日本对千岛群岛的施政权。2月20日，苏联宣布吞并千岛群岛。1948年12月，重新划定麦克阿瑟线，贝壳岛也处于苏联实际管治下。齿舞村的管理范围仅余北海道上的部分，1959年根室市和齿舞村合并。1961年8月23日至28日，33艘进入齿舞群岛海域的日本渔船被扣。大日本水産会会长高碕达之助向苏联提出交涉，1963年6月10日，双方缔结《日苏貝殻島昆布採取協定》，日本侧渔民向苏联侧支付入场费以合法地在苏联管理区域捕鱼。2004年俄羅斯曾要歸還色丹島和齒舞群島的行政权惟日本堅持全部歸還而未達成一致。2016年，俄罗斯收取了9,026.8万日元的捕鱼入场费。

## 生物
岛屿上覆盖着莎草甸等草本植被。现代考古发掘表明早期在群岛的大岛屿上广泛分布赤虾夷松，现在群岛没有森林，只有小面积的桦树林。最近研究表明岛上的草原群落自全新世中期以来扩散。群岛上记录过140种鸟类，其中有约40种筑巢鸟类，其他物种稀有或是候鸟。21世纪海獭久违地重返群岛，2001年统计到33只海獭，主要分布在春苅岛。海马岛最南端是海狮繁殖的栖息地。岛之间的海峡浅，约2—8（6英尺7英寸—26英尺3英寸），生物资源丰富，有鳕鱼和海带等。

## 人口
群岛上的原住民阿伊努人大多被日本人驱逐或同化。在苏联时期，这些土地大多被宣布为保护区或边境地区。21世纪的这里没有常住平民人口，俄罗斯边防部队常年居住在水晶岛，多达数十名季节工定期轮流抵达。来自独联体国家的雇佣工人在 Зоркая 渔业基地工作，晒干后出口日本，在苏联时期被产品送到色丹岛罐装。